# 남편 갱성 프로젝트 가두리
《남편 갱생 프로젝트 가두리》는 KBS 2TV로 방영되는 텔레비전 프로그램이며 2017년 9월 12일부터 2017년 9월 26일까지 방영되었다.

## 출연자
- 이재룡
- 소유진
- 윤다훈
- 남하나
- 조정치
- 정인
- 최대철

## 시청률
- AGB 닐슨 미디어리서치

| 회차 | 방송 일자       | 전국 시청률(증감치) |
| ---- | --------------- | ------------------- |
| 1회  | 2017년 9월 12일 | 2.2%                |
| 2회  | 2017년 9월 19일 | 1.8%                |
| 3회  | 2017년 9월 26일 | 1.3%                |